# Elements enigmàtics en un paisatge
Elements enigmàtics en un paisatge és un quadre pintat per Salvador Dalí l'any 1934 en la seva plena època surrealista. Va pertànyer a un col·leccionista privat fins que, després de moltes negociacions, la Fundació Gala-Salvador Dalí el va comprar per 7,8 milions d'euros. Es pot trobar exposat a la sala dels Dibuixos (a la planta baixa) del Teatre-Museu Dalí de Figueres.

## Història
Aquesta obra era poc coneguda fins al moment de la seva compra per part de la Fundació Gala-Salvador Dalí, ja que havia estat exposada molt pocs cops. La compra del quadre va ser la més cara mai feta per la fundació; anteriorment, ho era La mel més dolça que la sang, comprada a Christie's. De tota manera, aquest no fou el preu més car pagat per un dalí: un particular va pagar a Sotheby's 16 milions d'euros pel quadre Retrat de Paul Eluard.

## Descripció
La figura principal del quadre és el pintor Vermeer de Delft, que fou un dels referents i més importants influenciadors de Dalí i que surt en diverses obres del pintor empordanès. El paisatge presenta "elements enigmàtics": a la dreta es pot veure Dalí d'infant, vestit de mariner, i al seu costat una mainadera; aquests dos elements són molt recurrents en aquesta època del pintor, així com els xiprers, els núvols, les ruïnes i la torre dels enigmes, elements que també apareixen en aquesta obra.
Antoni Pitxot, director artístic del Teatre-Museu Dalí, destaca de l'obra la grandesa del paisatge i la seva lluminositat, tot i ser una escena de capvespre. Segons Pitxot, les muntanyes del fons podrien ser el massís del Montgrí.